# Glarus (kanton)
Glarus är en kanton i östra Schweiz. Till skillnad från många andra kantoner i den här delen av landet, är Glarus protestantiskt. Huvudorten är staden Glarus.

## Historia
Glarus historia domineras av religion. Under 500-talet kristnades invånarna i Linthdalen, nuvarande Glarus, av den irländske munken Sankt Fridolin. Sankt Fridolin återfinns idag på Glarus flagga och vapen med kräkla och bibel i hand. Sankt Fridolin grundade klostret i Säckingen strax väster om Basel. Området kring Glarus fanns i klostrets ägor fram till 1288 då habsburgarna intog området bit för bit. Detta medförde att Glarus gick med i den schweiziska federationen 1352.
Mellan 1506 och 1516 var reformatorn Huldrych Zwingli präst i Glarus, men hans lära dog ut när alla anhängare till honom i området dödades 1564. Trots detta så fortsatte stridigheterna mellan protestanterna och katolikerna i området och för att erhålla fred i området så beslöts 1623 att båda sidor skulle ha var sin beslutande församling (Landsgeminde). 1683 fastställdes att vardera sidan skulle ha sina egna domstolar.
Efter fransmännens seger vid Wollerau år 1798 blev Glarus en del av kantonen Linth, men återvann sin självständighet år 1803. I övrigt domineras kantonens historia av religion. 1836 ändrades kantonens konstitution så att det endast skulle finnas en beslutande församling.
1 januari 2011 genomfördes en omfattande kommunreform som minskade antalet kommuner från 25 till tre.

## Geografi
Glarus gränsar i söder till Graubünden, i väster till Schwyz och Uri samt i norr och öst till Sankt Gallen.

## Politik

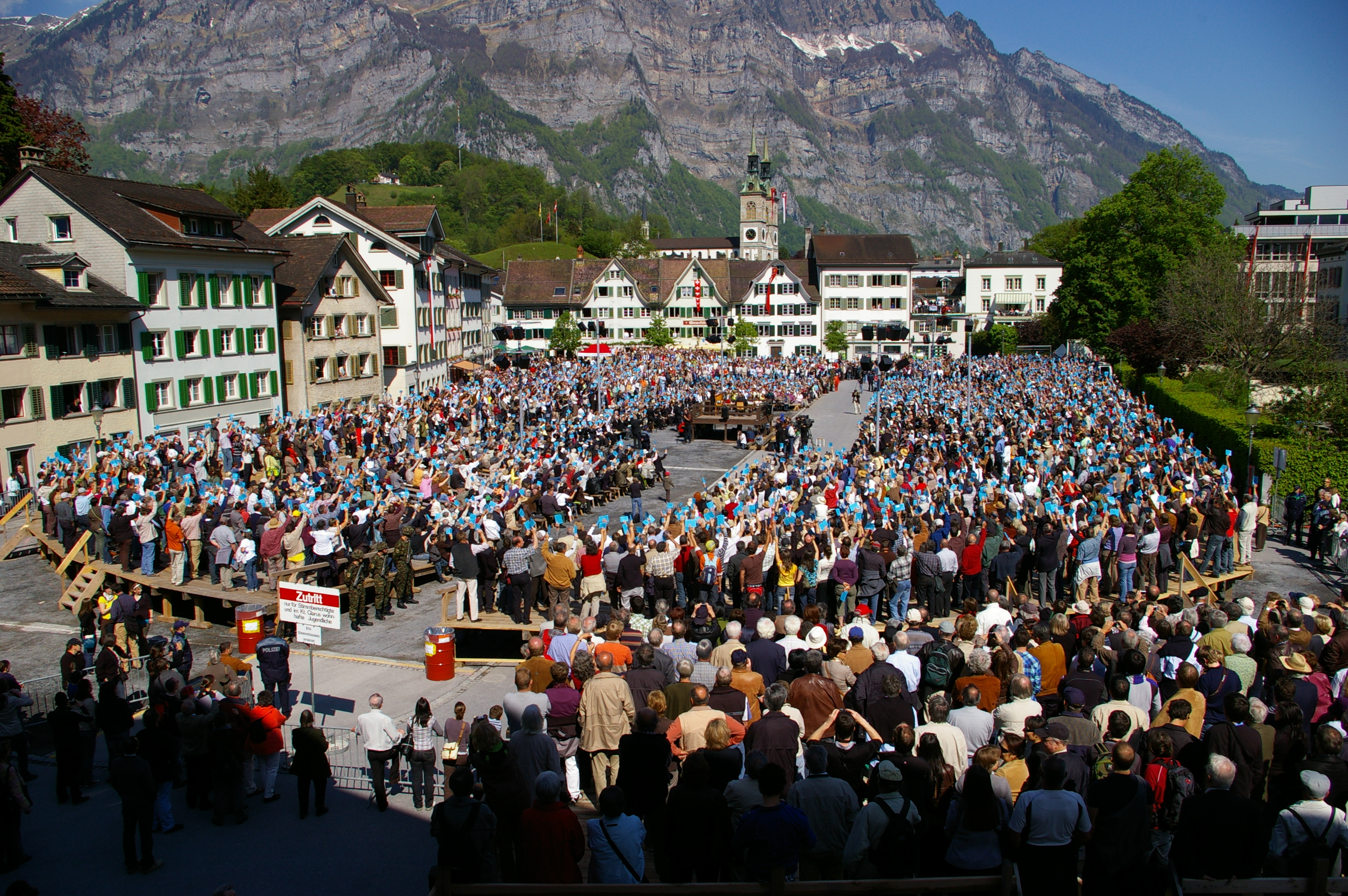
Landsgemeinde sammanträder under bar himmel.

Rösträttsåldern är sedan 2007 sexton år. Valbarhetsåldern är arton år.

### Lagstiftande makt
Den lagstiftande makten utövas av Landsgemeinde. Som beredande organ fungerar ett landråd, Landrat, som består av 60 ledamöter valda i tre valkretsar, en för varje kommun. 

#### Landsgemeinde
Landsgemeinde består av kantonens samtliga röstberättigade medborgare. Landsgemeinde väljer bland regeringens ledamöter en regeringsordförande (Landammann) och en vice regeringsordförande Landesstatthalter. Den väljer också kantonens domare och statsåklagare. I övrig fattar den alla beslut om författningsändringar, lagstiftning, budget och skatter. Alla väljare kan på landsgemeinde framföra förslag på ändringar, tillägg och nya beslut. Landsgemeinde möts under bar himmel första söndagen i maj i Glarus.

#### Landrådet
Landrådet är kantonsparlamentet i Glarus. Det saknar dock egen lagstiftningsmakt vilken utövas av landsgemeinde. Det är framförallt kontrollorgan över regeringen, kantonsförvaltningen och domstolarna. Det bereder de beslut som skall fattas av landsgemeinde. Det kan utfärda förordningar och fatta förvaltnings- och utgiftsbeslut. Utgifterna får inte överstiga ett engångsbelopp om  1 miljon Schweizerfranc eller ett återkommande belopp om 250 000 Sfr.
Schweiziska folkpartiet har sedan valet 2014 17 av 60 platser; Schweiz frisinnade demokratiska parti har 12 platser; Schweiz borgerliga demokratiska parti har 9 platser; Socialdemokraterna (Schweiz) har 7 platser; Schweiz gröna parti har 7 platser; Schweiz kristdemokratiska folkparti har 6 platser och Grönliberala partiet har 2 platser.

### Regeringsmakt
Regeringsmakten utövas av ett regeringsråd, Regierungsrat, med fem ledamöter valda i allmänna val. Schweiz borgerliga demokratiska parti har en regeringsmedlem vilken valts till Landamman av landsgemeinde; Schweiz kristdemokratiska folkparti har en regeringsmedlem vilken valts till Landesstatthalter av landsgemeinde; Schweiz frisinnade demokratiska parti har två regeringsmedlemmar och Schweiziska folkpartiet har en regeringsmedlem.

## Administrativ indelning
Fram till 2003 var antalet kommuner i Glarus 29 stycken. 1 januari 2004 slogs Luchsingen, Hätzingen och Diesbach samman till den nya kommunen Luchsingen. 1 juli 2006 slogs Haslen, Leuggelbach och Nidfurn samman till den nya kommunen Haslen. 1 januari 2011 slogs kantonens tidigare 25 kommuner ihop till tre, Glarus Nord, Glarus och Glarus Süd.

### Efter kommunreformen 2011
Kantonen är sedan 1 januari 2011 indelad i tre kommuner (Ortsgemeinden):
- Glarus Nord
- Glarus
- Glarus Süd

### Indelning från 2006 till 2010
Kantonen var 2006-2010 indelad i 25 kommuner (Ortsgemeinden):
| - Betschwanden - Bilten - Braunwald - Elm - Engi - Ennenda - Filzbach - Glarus - Haslen - Linthal - Luchsingen - Matt - Mitlödi | - Mollis - Mühlehorn - Netstal - Niederurnen - Näfels - Oberurnen - Obstalden - Riedern - Rüti - Schwanden - Schwändi - Sool |